# Mahonia
Mahonia is een geslacht van struiken uit de berberisfamilie (Berberidaceae). Het is vernoemd naar Bernard McMahon (1775-1816), een Amerikaanse botanicus. Het heeft niets te maken met de houtsoort mahonie. Er is geen overeenstemming of dit geslacht het verdient erkend te worden of dat het ingevoegd moet worden bij het geslacht Berberis. De 23e druk van de Heukels kiest voor dit laatste. Indien erkend telt het een 70-tal soorten. 
Mahonia-soorten zijn groenblijvend. Het zijn langzame groeiers. 
De bladeren zijn samengesteld. Ze onderscheiden ze zich van Berberis door hun grote geveerde bladeren. De geveerde bladeren zijn 10-50 cm lang en bestaan uit vijf tot vijftien deelblaadjes, die aan de punten vaak voorzien zijn van scherpe stekels. 
De bloemen staan aan 5-20 cm lange stelen.
Het geslacht komt van nature voor in Oost-Azië, de Himalaya, Noord-Amerika en Midden-Amerika.
In België en Nederland komt slechts één soort in het wild voor, namelijk de mahonie (Mahonia aquifolium, synoniem: Berberis aquifolium). Deze soort stamt oorspronkelijk uit het gebied langs de westkust van Noord-Amerika, maar is in Nederland en België uit tuinen en parken verwilderd.

## Tuin
Naast Mahonia aquifolium treffen we in tuinen en parken vaak Mahonia japonica en Mahonia bealei aan.
Voor gebruik in de tuin zijn een aantal rassen gekweekt. Cultivars zijn:
- Mahonia aquifolium 'Apollo' (ook wel druifstruik genoemd, hoewel ook andere soorten zo genoemd worden)
- Mahonia aquifolium 'Smaragd'

## Gebruik
De blauwzwarte bessen zijn eetbaar, rijk aan vitamine C, maar hebben een zeer scherpe smaak. De bessen worden ook tot marmelade en vruchtensap verwerkt.

## Taxonomie
Een beperkte selectie uit de ongeveer 70 soorten:
Noord- en Midden-Amerika
- Mahonie (Mahonia aquifolium, synoniem Berberis aquifolium)
- Mahonia arguta
- Mahonia dictyota
- Mahonia eutriphylla
- Mahonia fremontii
- Mahonia gracilis
- Mahonia haematocarpa
- Mahonia nervosa
- Mahonia nevinii
- Mahonia pinnata
- Mahonia pumila
- Mahonia repens
- Mahonia swaseyi
- Mahonia toluacensis
- Mahonia trifolia
- Mahonia trifoliolata

Azië
- Mahonia bealei
- Mahonia bodinieri
- Mahonia bracteolata
- Mahonia breviracema
- Mahonia conferta
- Mahonia confusa
- Mahonia decipiens
- Mahonia duclouxiana
- Mahonia eurybracteata
- Mahonia fordii
- Mahonia fortunei
- Mahonia gracillipes
- Mahonia hancockiana
- Mahonia japonica
- Mahonia leptodonta
- Mahonia lomariifolia
- Mahonia longibracteata
- Mahonia mairei
- Mahonia monyulensis
- Mahonia napaulensis
- Mahonia nitens
- Mahonia oiwakensis
- Mahonia setosa
- Mahonia sheniii
- Mahonia sheridaniana
- Mahonia siamensis
- Mahonia taroneasis
- Mahonia veitchiorum

... · 
Berberis · 
Epimedium · 
Gymnospermium · 
Mahonia · 
Nandina · 
Podophyllum · 
...